# Nest ferch Rhys
Nest ferch Rhys, född 1085, död 1136, var en walesisk prinsessa av Deheubarth. Hon hamnade i engelsk fångenskap under den normandiska invasionen av Wales 1093 och giftes av den engelska kungen bort med en engelsk adelsman som utnämndes till guvernör för ett engelskt slott i Wales. Hon är främst känd för att ha rövats bort av en walesisk furste och erbjudits äktenskap, men tackat nej.

## Biografi
Nest ferch Rhys var dotter till Rhys ap Tewdwr, kung (furste) av Kungariket Deheubarth, och Gwladys ferch Rhiwallon.
När hennes far föll i strid 1093 under normandernas invasion av Wales härjades Deheubarth av normanderna: hennes bror Gruffydd ap Rhys evakuerades till Irland, hennes mor och yngre bror Hywel tillfångatogs och deras öden är okända, medan Nest själv tillfångatogs och fördes som gisslan till det engelska hovet. Under sin fångenskap blev hon möjligen älskarinna till den senare Henrik I av England: det har spekulerats om att hon var mor till Henriks son Henry FitzRoy, som föddes cirka 1103.
Hon gifte sig med den normandiska adelsmannen Gerald de Windsor, kastellan av Pembroke Castle. Äktenskapet arrangerades av Englands kung Vilhelm Erövraren, samtidigt som han utnämnde Gerald till Kastellan av Pembroke i Wales 1105. Paret fick åtminstone fem barn.
Hon är mest känd för att ha blivit kidnappad av prins Owain ap Cadwgan av Powys från Cilgerran Castle, en händelse som ägde rum 1106 eller 1109. Hon hjälpte då sin make att fly genom avträdet, medan hon sedan kidnappades tillsammans med sina barn. Owain ap Cadwgan var enligt traditionen förälskad i henne, och erbjöd henne att stanna hos honom. Hon lyckades dock säkra sin frigivning. 
Efter hennes första makes död 1135 arrangerade hennes söner ett äktenskap för henne med Stephen, Constable of Cardigan, med vilken hon fick en son.